# Volker Beck (Fußballspieler)
Volker Beck (* 2. Oktober 1960) ist ein ehemaliger deutscher Fußballspieler.

## Laufbahn als Fußballer
In seiner aktiven Laufbahn als Fußballer spielte zunächst für den VfB 05 Knielingen. 1981 wechselte er zum SV Sandhausen in die Oberliga, in seiner zweiten Saison konnte er mit 13 Toren in 33 Spielen überzeugen und so gelang ihm der Sprung in die 2. Bundesliga zu den Stuttgarter Kickers. Nach zwei Profijahren in Stuttgart war Beck noch für den FC Rastatt 04 und den SV Linx in der Oberliga aktiv.